# Velcra
Velcra je finská electronica/industrial metalová kapela založená roku 1999 v Helsinkách.

## Historie
Industrialmetalová kapela Velcra z finských Helsinek vznikla v roce 1999 jako společný projekt Jessi Frey a kytaristy O.D. Brzy poté podepsali smlouvu s Virgin Records a vydali své debutové album Consequences of Disobedience. S touto deskou v letech 2000–2003 objíždějí Finsko a vyráží i na několik koncertů v Anglii, kde v té době Jessi studovala na univerzitě. O rok později následuje tour po Německu. Jessiin pobyt na Britských ostrovech a v Londýně byl impulsem pro novou desku, která vyšla v roce 2005 pod názvem Between the Force and Fate.

Téhož roku opět vyrážejí podpořit novou desku živými koncerty v rodném Finsku a v létě 2006 se po odchodu bubeníka Mikka Herranena, aby se mohl věnovat výhradně své kapele Rust, zavírají do studia, aby nahráli třetí kousek do sbírky.

Ten vychází až 30. května 2007 pod názvem Hadal a Velcra na něm opět mění svůj zvuk. Mizí agresivní rap, celé album je více elektronické a ještě ponurejší než to předchozí.

## Sestava

### Současná
- Jessi Frey – zpěv
- O.D. – kytara, programming
- Ramonius – baskytara
- DJ Freak – klávesy, samply
- Timo Hänninen – kytara

### Bývalá
- Teb Bonnet – baskytara 2001–2005
- Mikko Herranen – bicí 2001–2006
- Wille Hartonen – baskytara
- Tomi Koivusaari – kytara

### Diskografie
- Consequences of Disobedience (2002)
  - CD singly: Can't Stop Fighting, My Law, Big Brother, Test Animals
- Between the Force and Fate (2005)
  - CD singly: Water Is Getting High, Our Will Against Their Will
- Hadal (2007)